# Belladonnalelie
De belladonnalelie ook wel Jersey lelie of - uit het Afrikaans - maartlelie (Amaryllis belladonna) is een plant uit de narcisfamilie (Amaryllidaceae). 
De plant staat op de Zuid-Afrikaanse Rode Lijst als van minste zorg (LC), komt voor in de hele provincie West-Kaap en is daar endemisch. In het algemene taalgebruik en ook in de plantenhandel worden ook nog andere soorten als Amaryllis aangeduid, in het bijzonder de uit Zuid-Amerika stammende soorten uit het geslacht Hippeastrum.
De belladonnalelie is een bolgewas, waarvan de bol een diameter van 5-10 cm heeft. De plant heeft tongvormige, dof groene, 30-50 × 2-3 cm grote bladeren, die zijn gerangschikt in twee rijen. De bladeren worden in de herfst aangelegd en sterven uiteindelijk laat in de lente af. De bol slaapt vervolgens tot laat in de zomer. Bij de belladonnalelie worden in tegenstelling tot bij Hippeastrum eerst de bladeren aangelegd en pas na het verwelken van de bladeren gaat de belladonnalelie bloeien.
Laat in de zomer produceert de bol een of twee kale, 30-60 cm lange stengels, die elk een cluster van twee tot twaalf trechtervormige bloemen aan hun top dragen. De plant is in september/oktober in bloei. Elke bloem heeft een diameter van 6-10 cm met zes bloembladeren (drie buitenste kelkbladeren en drie binnenste kroonbladeren, die hetzelfde uiterlijk hebben). De kleur van de bloemen is wit, roze of paars. De botanische naam Amaryllis is afkomstig van een herderin uit een pastorale van Vergilius en slaat op elk jong plattelandsmeisje.
De belladonnalelie is een bolgewas, dat in tegenstelling tot Hippeastrum, in de Benelux ook in de tuin kan groeien. De plant moet dan echter in de winter wel goed met bladeren worden bedekt om hem tegen vrieskou te beschermen. De plant kan ook worden opgepot om in de schuur of in de koude kas te overwinteren. Tevens kan de plant in een koel vertrek worden gehouden. De soort komt oorspronkelijk uit Zuid-Afrika en is in de achttiende eeuw vanuit de zuidwestelijke Kaapprovincie ingevoerd.
De belladonnalelie bevat net als Hippeastrum het alkaloïde lycorine.
In België en Nederland is deze plant niet algemeen verkrijgbaar, de bollen kunnen echter wel bij gespecialiseerde bol- en zaadhandelaren worden gekocht.